# Bougainville (autonome Region)
Die Autonome Region Bougainville (englisch Autonomous Region of Bougainville, Tok Pisin Otonomos Region bilong Bogenvil) ist eine der 21 Provinzen von Papua-Neuguinea. Bis zum Erlangen der Autonomie 2005 war sie unter dem Namen North Solomons Province (Nord-Salomonen-Provinz) bekannt.
Mit Stand 2011 hatte die Region 249.358 Einwohner, was in etwa einer Verdopplung seit der Volkszählung 1980 entspricht.
Die Provinz umfasst die gleichnamige Hauptinsel Bougainville und die nördlich davon gelegene Insel Buka sowie die kleinen Inselgruppen der Carteret-Inseln, Green Islands, Nuguria-Inseln, Nukumanu-Inseln und Takuu. Provinzhauptstadt ist der Ort Buka.
In der autonomen Region Bougainville gilt – wie auf den östlich und nahe gelegenen Salomonen – Zeitzone UTC+11, während sonst in Papua-Neuguinea UTC+10 (PGT) gilt.

## Staatliche Unabhängigkeit
Die Einwohner von Bougainville entschieden vom 23. November bis zum 7. Dezember 2019 in einem Referendum über die Unabhängigkeit oder noch weiter reichende Autonomie. Dabei sprachen sich 97,7 % der Teilnehmer für eine vollständige Unabhängigkeit aus.
Seit 2020 ist Ishmael Toroama Präsident von Bougainville. Er möchte bis 2025 die Unabhängigkeit der Region erreichen. Im Juli 2021 wurde bekanntgegeben, dass bis spätestens 2027 eine politische Lösung gefunden sein soll. Im März 2025 wurde erneut vom Präsidenten betont, dass am 1. September 2027 die Unabhängigkeit erklärt werde.

## Verwaltung
Die Autonome Region Bougainville gliedert sich in 11 (oder 12) Distrikte, die jeweils – mit Ausnahme von Torokina – in mehrere Wahlkreise (englisch constituencies) untergliedert sind. Die Distrikte und Wahlkreise sind nur für Wahlen von Bedeutung.
Die interne Verwaltung der autonomen Region unterscheidet sich von der verwaltungstechnischen Aufteilung durch Papua-Neuguinea (North, Central, South), die aber seit dem Gesetz Nr. 40 aus dem Jahr 2014 keine Anwendung mehr, außer bei nationalen Wahlen, für Bougainville findet.
| Distrikt        | Verwaltungssitz | Wahlkreise                               | Anmerkung                       |
| --------------- | --------------- | ---------------------------------------- | ------------------------------- |
| Bana            |                 | Baba Bolave Lato                         |                                 |
| Buin            | Buin            | Baubake Konnou Lule Makis                |                                 |
| Buka            | Buka            | Hagogohe Haku Halia Peit Tonsu Tsitalto  |                                 |
| Kieta           | Arawa           | Kokoda Kongara North Nasioi South Nasioi |                                 |
| Kunua (Keriaka) |                 | Mahari Teua                              |                                 |
| Nissan/Atolle   |                 | Atolle Nissan                            |                                 |
| Panguna         |                 | Eivo/Torau Ioro                          | nicht in der Verfassung erwähnt |
| Selau/Suir      |                 | Selau Suir                               |                                 |
| Siwai           |                 | Kopii Motuna Huyono Tokunutui Ramu       |                                 |
| Tinputz         |                 | Taonita Teop Taonita Tinputz             |                                 |
| Torokina        |                 | Torokina                                 |                                 |
| Wakunai         |                 | Rau Terra                                |                                 |